# Хумпан
Хумпан, Хумпан, Хупан (можливо, від hupa, «наказувати») — в еламській міфології (з середини II тисячоліття до н. е.) верховне божество, бог неба, «володар неба». Відповідав шумерському верховному богу Ану та вавилонському Мардуку. Дружина Хумпана — богиня Кириріша, їхній син — бог Хутран.

## Культ
Спочатку великою богинею в Еламі вважалася мати богів Піненкір. З початку ІІ тисячоліття до н. е. вона була витіснена богинею-матір'ю Кирирішем. До середини II тисячоліття до н. е. чільне становище в еламському пантеоні (у якому налічувалося 37 богів) зайняв Хумпан. Кириріша стала вважатися його дружиною. Він залишався верховним божеством Еламіт навіть після захоплення Елама персами в VI столітті до н. е. На його честь було названо кілька еламських царів з відповідними теофорними іменами (Темпті-Хумпан-Іншушинак, Хумбан-Халташ III, Хумбан-нумена I та ін.).
Ахеменіди також лояльно ставилися до верховного божества підкорених ними еламітів. З документів персепольського архіву кінця VI — початку V століття до н. е. можна дізнатися, що у Персеполі та інших містах Персії та Еламу з царських складів відпускалися продукти (вино, вівці, зерно та ін.) для відправлення культу не тільки Ахурамазди та інших іранських богів, але також еламських богів Хумпана та Сімута. При цьому для культу Хумпана відпускалося втричі більше вина, ніж було призначено для шанування Ахурамазди.